# Ursula Schumm-Garling
Ursula Schumm-Garling  (* 20. März 1938 in Berlin; † 20. April 2021 ebenda) war eine deutsche Soziologin und Professorin. Die Schwerpunkte ihrer Arbeit waren Probleme der Arbeitsgesellschaft, insbesondere der Frauenerwerbstätigkeit und der industriellen Beziehungen sowie der Organisationsentwicklung.

## Leben
Sie studierte an der Freien Universität Berlin Soziologie, Philosophie, Geschichte und Psychologie. Sie schrieb eine Diplomarbeit über Lorenz von Stein und promovierte zum Thema „Herrschaft in der industriellen Arbeitsorganisation“. Sie war wissenschaftliche Mitarbeiterin am Max-Planck-Institut für Bildungsforschung in dem Projekt „Berufsvorbereitung und berufliche Autonomie“.
Von 1968 bis 1974 leitete sie die Abteilung Automation und Modernisierungspolitik beim Hauptvorstand der Gewerkschaft ÖTV. Von 1971 bis 1976 war sie Mitglied der Kommission der Bundesregierung „Wirtschaftlicher und sozialer Wandel in der Bundesrepublik Deutschland“ und von 1989 bis 1995 Mitglied der ISDN-Landeskommission Nordrhein-Westfalen.
Von 1974 bis zu ihrer Emeritierung 2003 war Ursula Schumm-Garling Professorin für Soziologie an der Universität Dortmund und von 1981 bis 1984 außerdem geschäftsführende Direktorin des Landesinstitutes Sozialforschungsstelle Dortmund. Sie hatte Lehraufträge an der Sozialakademie in Dortmund und an der Johann-Wolfgang-Goethe-Universität in Frankfurt am Main.
Schwerpunkte ihrer Lehr- und Forschungstätigkeit waren Themen der Arbeitswelt, vornehmlich unter dem Aspekt der Veränderungen und deren Auswirkungen auf die Beschäftigten, hervorgerufen durch die ökonomischen und sozialen Dynamiken einer kapitalistischen Gesellschaftsordnung. Die theoretischen und empirischen Thematisierungen von Arbeit und Arbeitsorganisation schließen die Definitionsmacht von Männern und Frauen ein. Der Praxisbezug ihrer Lehre war ihr immer wichtig. Sie führte Kooperationsseminare, Exkursionen und Betriebsbesichtigungen neben den universitären Lehrveranstaltungen durch und motivierte Studierende zum Dialog mit Vertreterinnen und Vertretern der Praxis.

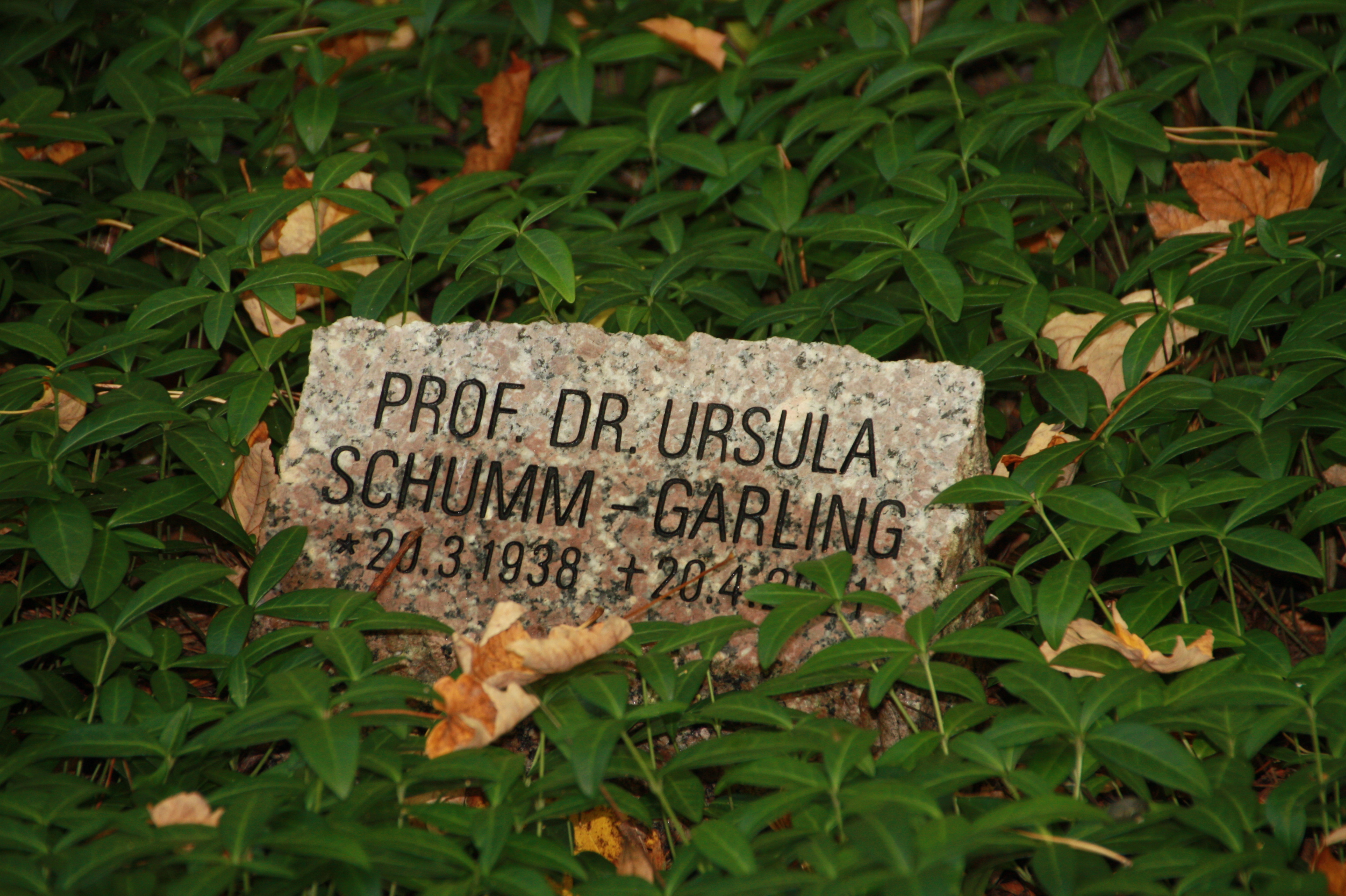
Grab auf dem Südwestkirchhof Stahnsdorf

Sie war Vertrauensdozentin der Hans-Böckler-Stiftung, arbeitete im Forum Neue Politik der Arbeit mit und gehörte dem Beirat der Z. Zeitschrift Marxistische Erneuerung an. Schumm-Garling wurde von der Partei Die Linke in Hessen für die 14. Bundesversammlung nominiert. Sie war ab 2014 Mitglied des Ältestenrates der LINKEN sowie Mitglied der Gesprächskreise „Klassen und Sozialkultur“ und „Frieden“ der Rosa-Luxemburg-Stiftung.
Nach längerer Krankheit ist sie in einer Reha-Klinik an einer COVID-19-Infektion gestorben. Ihr Grab befindet sich auf dem Südwestkirchhof Stahnsdorf.

## Publikationen (Auswahl)
- Herrschaft in der industriellen Arbeitsorganisation. Suhrkamp, Frankfurt am Main 1972. (erschienen in zwei Auflage 1983 und 1984 in Japan)
- Kommission für wirtschaftlichen und sozialen Wandel, Wirtschaftlicher und sozialer Wandel in der Bundesrepublik Deutschland. Gutachten der Kommission, Bonn 1976.
- Soziologie des Industriebetriebes. Kohlhammer, Stuttgart 1983. DNB 831195568
- mit D. Czech und G. Weiß: Rationalisierte Sachbearbeitung im Bankgewerbe. (= Humanisierung des Arbeitslebens. Band 99). Campus Verlag, Frankfurt/ New York 1988, ISBN 3-593-33712-6.
- Angestellte und Gewerkschaften. Neue Trends und neue Antworten. Bund Verlag, Köln 1990, ISBN 3-7663-2132-3
- mit R. Martens und U. L. Fischer: Modern Times für Frauen im Management? Eine Fallstudie zur Frauengleichstellung in einem Warenhauskonzern. In: G. Schreyögg, J. Sydow (Hrsg.): Empirische Studien. Managementforschung, Band 5. de Gruyter, New York 1995.
- mit B. P. Lange, K. Grimmer, F. Kaderali, R. Rock, H. Strunz und A. Baron: ISDN in Unternehmen und Verwaltungen. Trends, Chancen und Risiken. Abschlussbericht der ISDN Forschungskommission des Landes Nordrhein-Westfalen Mai 1989 – Januar 1995. Westdeutscher Verlag, Opladen 1996.
- mit M. Jonas und S. Nover: Brennpunkt „Arbeit“ Initiativen für eine Zukunft der Arbeit. Westfälisches Dampfboot, Münster 2002.
- Moralische Defizite der neoliberalen Marktökonomie. (= Universität Dortmund SchriftenReihe. Band 46). 2002. DNB 963806041
- Sechs Thesen zur Wirtschaftspolitik in Zeiten des Aufschwungs. Brauchen wir Alternativen? In: Gegenblende. 14/2012.[4]
- Prekäre Beschäftigung von Hochqualifizierten. Das Beispiel von Kulturberufen. In: Gegenblende. 17/2012.[5]
- Kapitalismus und Soziologie. Die vielen Gesichter des Wolfgang Streeck. In: Sozialwissenschaftliche Literatur Rundschau. 1/2012 SLR 64.
- Veränderte Geschlechterbeziehungen? In: Z Nr. 100, Dezember 2014.
- Für eine neue Politik der Arbeit. In: Sozialismus. 7–8/2014.[6]
- Gewerkschaften und digitale Arbeitswelt. In: Z Nr. 103, Dezember 2015.[7]
- Solo-Selbstständigkeit – Zukunft der Beschäftigung!? In: Sozialismus. 4/2017.[8]
- Ungleiche Bezahlung von Frauen – aktuelle Aspekte. In: Z Nr. 110, Juni 2017.[9]